# چبورکی
چبورکی یک خمیر سرخ شده در روغن است که با گوشت چرخ شده یا قیمه شده و پیاز پر می‌شود. این غذا از یک قطعه خمیر گرد تشکیل شده که از وسط روی مواد پُرکننده تا شده و به شکل هلال در می‌آید.
چبورکی یکی از غذاهای اصیل و ملی در آشپزی تاتارهای کریمه است. این خوراکی به عنوان میان‌وعده و غذای خیابانی در سراسر قفقاز، آسیای مرکزی، روسیه، لیتوانی، لتونی، استونی، اوکراین، اروپای شرقی و همچنین در میان مهاجران تاتار کریمه در ترکیه و رومانی محبوب است.

## آماده‌سازی

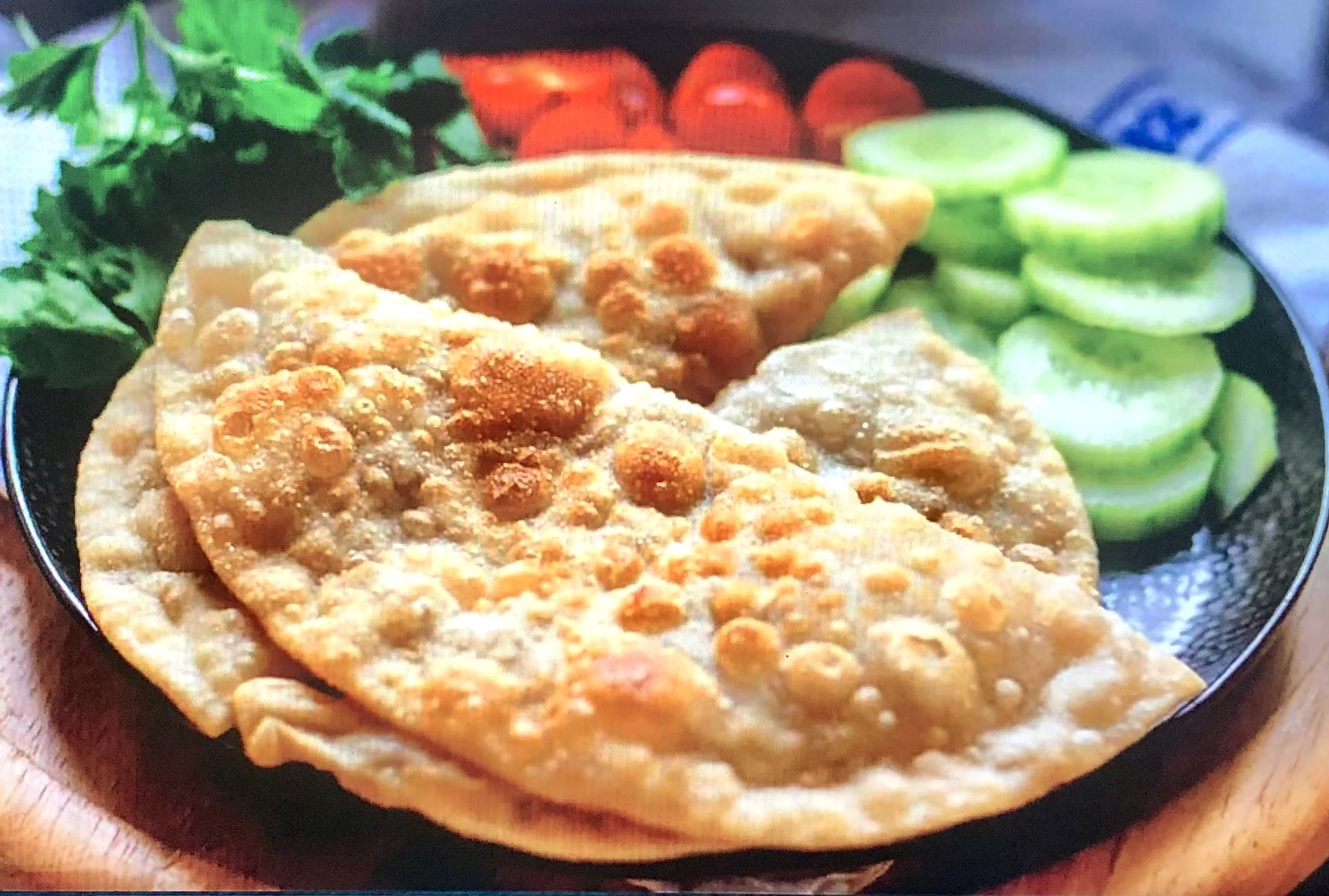
سِرو چبورکی همراه با صبحانه

چبورکی یک بورک نیمه گرد است که با لایه بسیار نازکی از گوشت چرخ‌شده گاو یا گوسفند با چاشنی پیاز سرخ‌شده و فلفل سیاه پُر شده‌است. لایه گوشت به اندازه‌ای نازک است که هنگام غوطه‌ور شدن خمیر هلال مانند در برگیرنده آن در روغن آفتابگردان یا روغن ذرت، به خوبی و کامل می‌پزد. خمیری که از آرد، نمک و آب تهیه می‌شود، نرم و منعطف بوده، اما چسبنده نیست. خمیر را به چانه‌های کوچک تقسیم کرده و هر کدام با وردنه‌ای نازک پهن می‌شوند. در صورت نیاز، برای جلوگیری از چسبندگی آرد اضافی به خمیر و سطح کار اضافه می‌شود.

## انواع
در ترکیه به چبورکی çiğ börek یا بورک خام می‌گویند. در مراکز تجمع جامعه تاتار به خصوص در اسکی‌شهر بسیار محبوب است.
Töbörek یکی دیگر از انواع این خوراک تاتاری است، که در اصل نوعی çiğ börek یا بورک خام است که به جای سرخ شدن در روغن، درون تنور سنگی یا آجری پخته می‌شود.

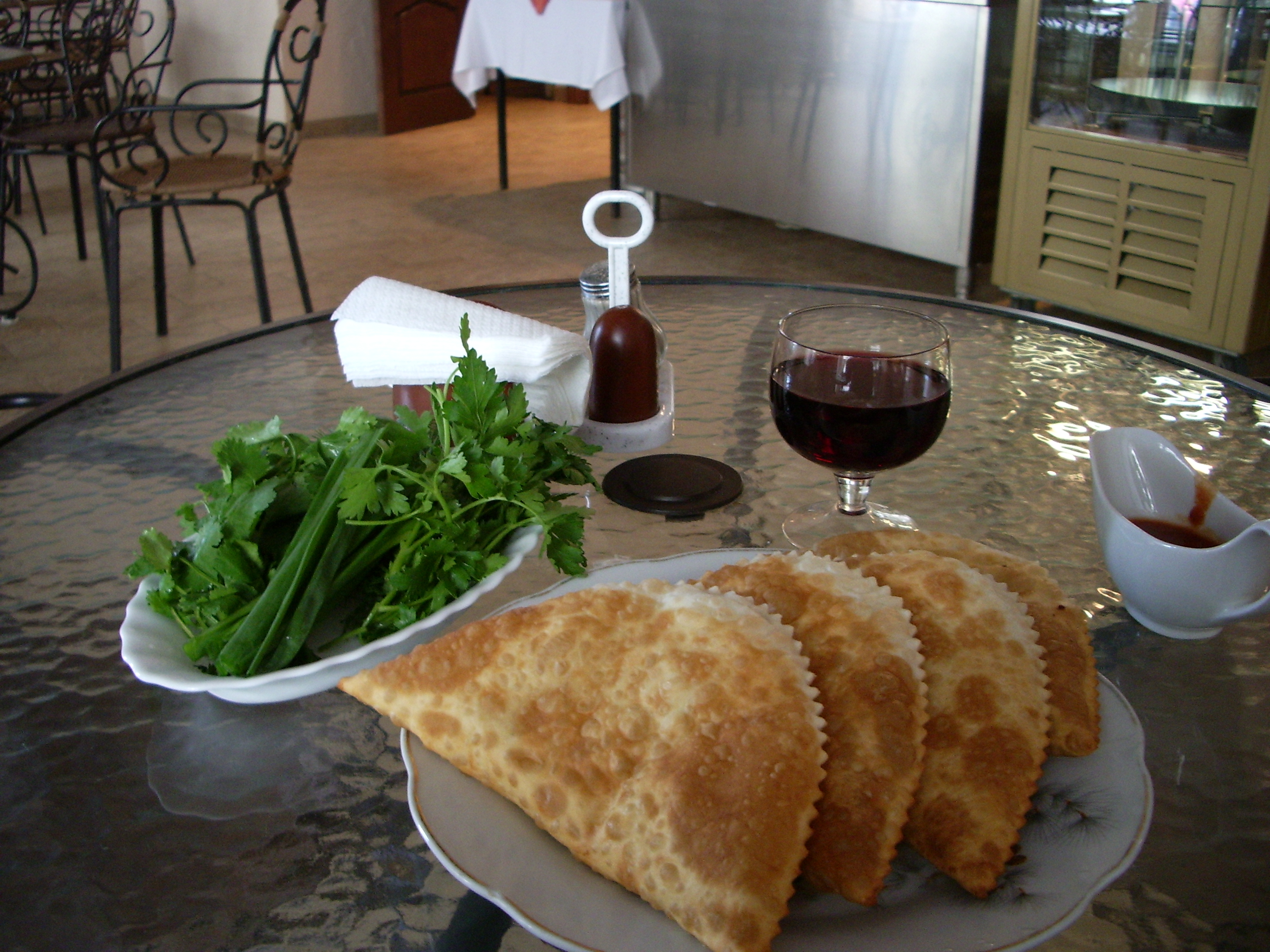
چبورکی سرو شده در کافه‌ای در سن پترزبورگ روسیه
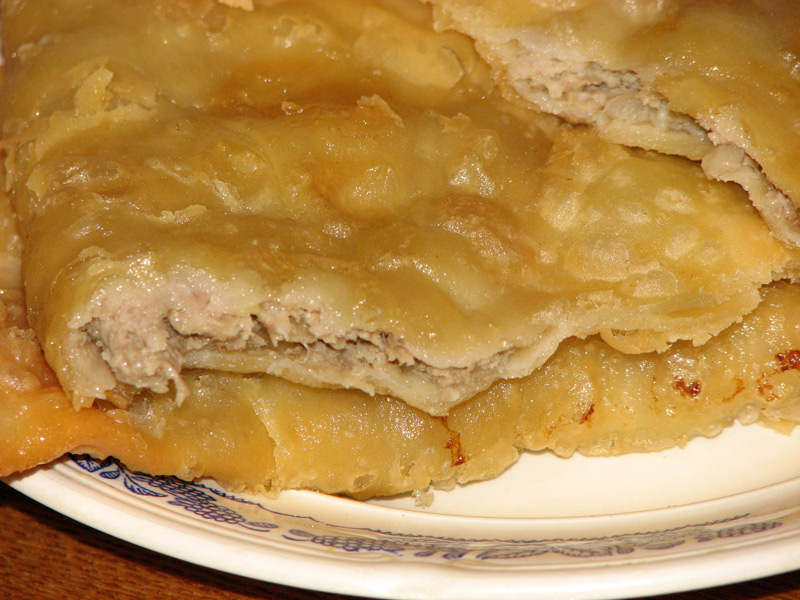
چبورکی باز شده